# Typhlocyba equata
Typhlocyba equata är en insektsart som beskrevs av Irena Dworakowska 1982. Typhlocyba equata ingår i släktet Typhlocyba och familjen dvärgstritar. Inga underarter finns listade i Catalogue of Life.